# Parvathipuram
Parvathipuram é uma cidade e um município no distrito de Vizianagaram, no estado indiano de Andhra Pradesh.

## Demografia
Segundo o censo de 2001, Parvathipuram tinha uma população de 49 692 habitantes. Os indivíduos do sexo masculino constituem 50% da população e os do sexo feminino 50%. Parvathipuram tem uma taxa de literacia de 66%, superior à média nacional de 59,5%: a literacia no sexo masculino é de 75% e no sexo feminino é de 57%. Em Parvathipuram, 12% da população está abaixo dos 6 anos de idade.